# 티머시 오먼드슨
티머시 오먼드슨(Timothy Omundson, 1969년 7월 29일 ~ )은 미국의 배우이다. 텔레비전 드라마 《사이크》에서 칼턴 래시터 역을 맡았다.

## 출연 작품
- Wild Honey (2017)
- 카터 & 준 (2017)
- 우디 우드페커 (2017)
- 25 힐 (2011)
- 크레이지 (2008)
- 다운 위드 러브 (2003)
- 럭 오브 더 아이리시 (2001)
- 스워드피쉬 (2001)
- 스타쉽 트루퍼스 (1997)

### 텔레비전
- 사인펠드 (1992)
- 해저 군단 (1993)
- 우리 생애 나날들 (1994)
- Fired Up (1997)
- 다크 스카이 (1997)
- 여전사 지나 (1999-2000)
- 저징 에이미 (2000–2005)
- 데드우드 (2004)
- 닙턱 (2004)
- 크리미널 마인드 (2005)
- CSI: 마이애미 (2005)
- The O.C. (2005)
- 24 (2006)
- 사이크 (2006-14)
- 보스턴 리걸 (2008)
- 콜드 케이스 (2008)
- 휴먼 타겟 (2010)
- The Booth at the End (2011)
- 웨어하우스 13 (2012)
- 수퍼내추럴 (2014-15)
- Galavant (2015-16)
- 디스 이즈 어스 (2019-20)
- 루시퍼 (2017)
- 뉴 암스테르담 (2021)
- 퍼시 잭슨과 올림포스의 신들 (2024 예정)